# تعاليم شوروباك

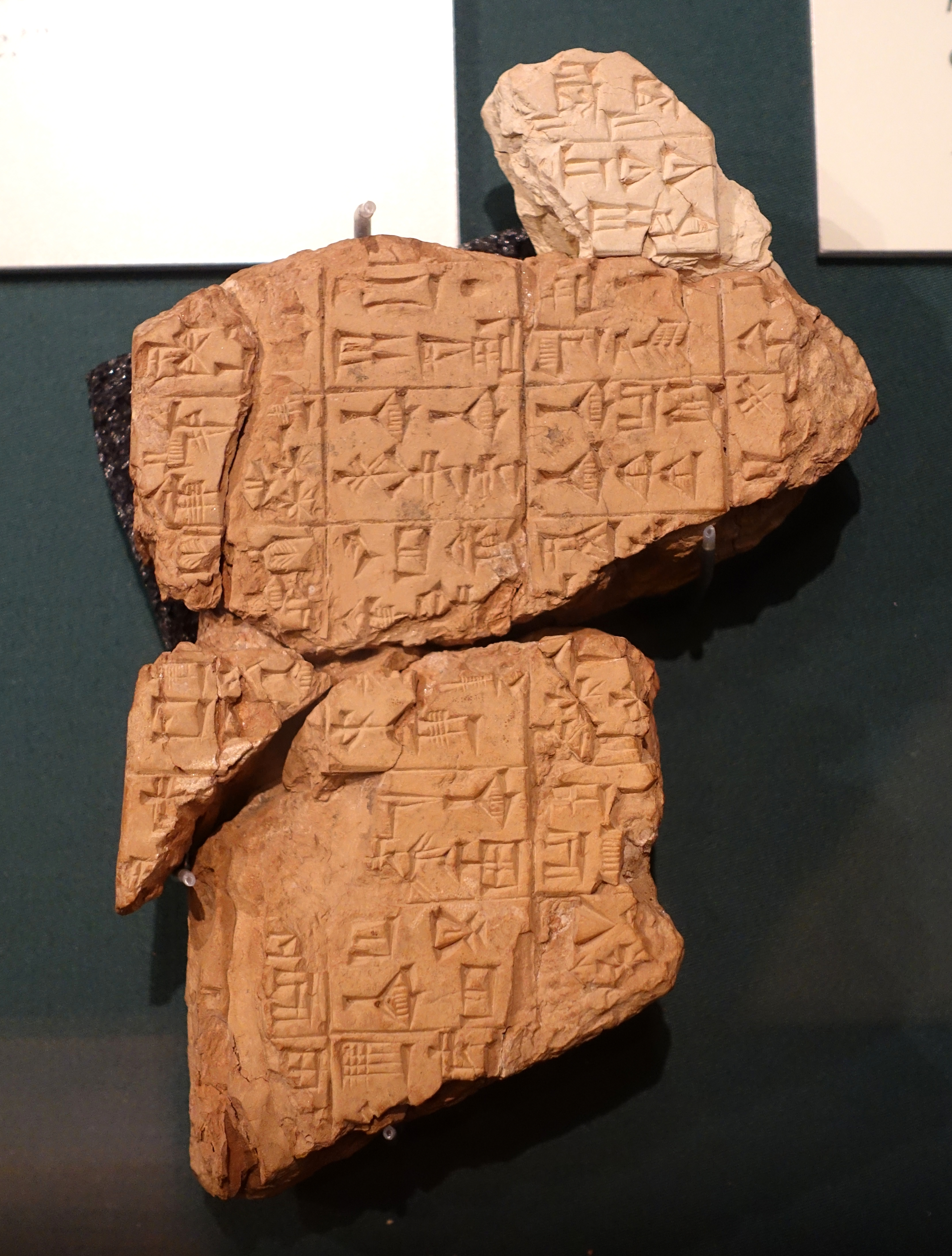
صورة تظهر أجزاء من تعليمات شوروباك

تعاليم شوروباك هي مثال هام عن أدب الحكمة السومري.
كان أدب الحكمة المعد لتلقين مكارم الأخلاق، وغرس الفضيلة، والحفاظ على مقاييس المجتمع، شائعًا عبر الشرق الأدنى القديم. وقد أُظهر النص بشكل بالغ القدم من خلال كلمات مقدمته: «في تلك الأيام، في تلك الأوقات البعيدة، في تلك الليالي، في تلك الليالي البعيدة، في تلك السنين، في تلك السنين البعيدة».
قيلت الوصايا على لسان ملك اسمه سوروباك (سو. كور. رو)، ابن أوبارا-توتو. ذكر أوبارا-توتو في أغلب النسخ الباقية من قائمة ملوك سومر بكونه الملك الأخير لسومر قبل الطوفان. تعود التعاليم مع ألواح مسمارية أخرى من أبو صلابيخ لبدايات الألفية الثالثة قبل الميلاد، معتَبَرة بذلك من أقدم الآداب الباقية.
يتضمن المحتوى أقوال مأثورة لسوروباك موجهة إلى ابنه الذي سيصبح فيما بعد زيسودرا بطل قصة الطوفان (أوتنابشتنالأكادي). من ناحية أخرى ظهر الاسم كواحدة من المدن الخمسة السابقة لعصر الطوفان في التقاليد السومرية، يظهر الاسم «سوروباك» في مخطوطة واحدة من قائمة ملوك سومر (سو. كور. لام) حيث أقحم كجيل إضافي بين أوبارا-توتو وزيسودرا الذان يظهران في كل الحالات الأخرى كأب وابن. ذكر لامبرت أن اقتراحاً وضع بأن الاسم ظهر من خلال فهم خاطيء للقب الأب («رجل شوروباك») الذي أضيف إلى اسم شخصية جديدة. ومع ذلك، فإن هذا اللقب الموجود في لوح غلجامش الحادي عشر هو إشارة لأوتنابشتن وليس إلى أبيه.
إن لوح أبو صلابيخ العائد إلى منتصف الألفية الثالثة قبل الميلاد هو أقدم نسخة باقية، وتؤكد النسخ الباقية العديدة على شعبيته المستمرة في الشرائع الأدبية السومرية/الأكادية.
إن النصائح في القوائم الثلاثة المترابطة فيما بينها هي نصائح بليغة، تشكل ثلث الأسطر في اللوح المسماري. وبعضها نصائح عملية تمامًا: لا تحدد حقلاً على طريق؛.... لا تحفر بئرًا في حقلك: ستسبب الناس أذًا لك بسببه. (الأسطر 15-18). تتبع النتائج العملية السيئة للمخالفات الأوامر الأخلاقية: عليك ألا تعبث مع فتاة متزوجة: قد تكون الافتراءات خطيرة. (الأسطر 32-34). يلعب رأي المجتمع واحتمال الافتراء (السطر 35) دؤرًا رئيسًا، سواء الرأي الهام «للشارع» (السطر 62) أو الرأي الأقل أهمية للسوق، حيث تسترعي الإهانات والكلام الأحمق اهتمام البلد (السطر 142).